# Impatiens purpureolucida
Impatiens purpureolucida är en balsaminväxtart som beskrevs av Fischer, Wohlh. och Raheliv. Impatiens purpureolucida ingår i släktet balsaminer, och familjen balsaminväxter. Inga underarter finns listade i Catalogue of Life.